# Laódice (esposa de Seleuco II Calínico)
Laódice foi esposa de Seleuco II Calínico, rei do Império Selêucida.
Laódice era filha de Andrómaco, pai de Aqueu. Aqueu, seu irmão, se casou com Laódice, filha de Mitrídates II do Ponto.